# Zelena pećina
Zelena pećina nije prava pećina već okapina koja se nalazi u Blagaju, južno od Mostara. Nalazi se iznad vrela Bune, sa zapadne strane visoke klisure iznad vode. Pristup Zelenoj pećini je vrlo težak. 
Otkrivena je 1955. i prvo je pećinsko naselje koje je sustavno istraživano u Bosni i Hercegovini. Arheolozi Mirko Malez, Alojz Benac i Đuro Basler vršili su arheološka ispitivanja na ovom lokalitetu čiji počeci sežu u neolitik tj. oko 4200. godina pr. Kr. U pećini je pronađeno brojno keramičko posuđe (impresso-keramika) tipično za to razdoblje. Početkom prvog tisućljeća pećina je napuštena.
Paleontološki je spomenik prirode.